# Pramila Jayapal
Pramila Jayapal (Csennai, India, 1965. szeptember 21. – ) indiai-amerikai demokrata politikus, 2017 óta Washington állam 7. körzetének képviselője az kongresszusi alsóházban, 2021 óta pedig a kongresszus Progresszív Kaukuszának vezetője.

## Életpályája
Jayapal 1965-ban született az indiai Csennai városában. Édesanyja, Maya, író, édesapja, MP pedig marketinges. Gyermekkorát több országban, India mellett Indonéziában és Szingapúrban töltötte, 16 évesként, egyedül érkezett az Egyesült Államokba, hogy a Georgetowni Egyetemen tanulhasson. Diplomáját angol nyelv és irodalom szakon szerezte 1986-ban. Mesterdiplomáját a Chicagóban található Északnyugati Egyetemen szerezte Marketing és Nonprofit Mendedzsment szakon.
Ezután pénzügyi elemzőként és ügyvezetőként dolgozott, majd csaknem egy évtizedet dolgozott egy nemzetközi nonprofitnál, a PATH-nál (Program for Appropriate Technology in Health), amely egészségüggyel kapcsolatos technológiával foglalkozik. 2000-ben jelent meg első könyve, mely saját élettörténetéről számol be. 
2001-ben, a szeptember 11-i támadások után alapította meg szervezetét Hate Free Zone (utálatmentes zóna) néven, mely az ország egyik legnagyobb bevándorló-érdekképviseleti csoportja. Napjainkban OneAmerica néven tevékenykedik. A szervezet több, mint 23 ezer új állampolgárt segített a szavazáshoz való regisztrációban, valamint főként Washington államban elősegítette bevándorlók jogainak kiterjesztését.
A We Belong Together nevű szervezetet is vezette, amely kiemelkedő szerepet játszott egy 2013-as bevándorlással kapcsolatos törvényjavaslat kiterjesztésében. Dolgozott Seattle polgármestere alatt is, aki Jayapalt nevezte ki a város jövedelmi egyenlőtlenséggel foglalkozó bizottságának élére. 2013-ban Obama elnök őt nevezte ki a Fehér Ház Változás Bajnokának.
2014-ben indult Washington állami szenátusának egy mandátumáért, az általános választáson párttagját, Louis Watanabe-t győzte le, a szavazatok 70 százalékát megszerezve. 
2016-ban Washington hetedik körzetének képviselőségéért indult a szövetségi kongresszusban. A nyitott, pártfüggetlen előválasztáson elsőként végzett a szavazatok 39 százalékával, az általános választáson pedig párttársát, Brady Walkinshaw-t győzte le. Azóta három választáson választották újra, 2018-ban, 2020-ban és 2022-ben.

## Politikája
Jayapal politikája progresszív, a kongresszusban ő a Progresszív Kaukusz vezetője. Kampánya szerint támogatja a garantált egészségügyet, a rasszalapú igazságszolgáltatás reformját, a környezetvédelmet és a megújuló energiaforrásokra való átállást, a bevándorlásreformot, az LMBTQ+ jogok védelmét, a kampányfinanszírozás reformját, a fegyverreformot, a nők jogait és a szavazójogok védelmét.